# 엘리나 보른
엘리나 보른(Elina Born, 1994년 6월 29일 ~ )은 에스토니아의 가수이다. 유로비전 송 콘테스트 2015에 스티그 래스타와 함께 에스토니아 대표로 참가했다.